# Xtrim
Xtrim (anteriormente llamado Grupo TVCable) es una empresa ecuatoriana de telecomunicaciones fundada en 1986 con sede en la ciudad de Quito. 
Su crecimiento masivo le permitió llegar a todos los sectores urbanos de Quito, Guayaquil, Cuenca, Manta, Machala, Portoviejo, Ambato, Riobamba, Loja, Ibarra, Tulcán, Salinas y La Libertad.

## Historia
Durante su periodo de expansión, Grupo TV Cable ha implementado varios tipos de servicios dentro de su oferta, los cuales destacan la televisión por cable, el cual es ofrecido por TV Cable, internet y transmisión de datos por Satnet, telefonía IP por Setel y servicios inalámbricos por Suratel. Además en el mes de noviembre de 2010 incorporó a sus servicios de TV la televisión en HD.

## Zapping
Es una plataforma en línea que permite a los suscriptores de la operadora de televisión disfrutar de películas, series, deportes, programas infantiles y otros programas mediante una aplicación disponible para Android, iOS, Televisión inteligente o mediante el sitio web por medio de una PC o smartphone.